# Йон Сівебек
Йон Сівебек (дан. John Sivebæk, нар. 25 жовтня 1961, Вайле) — данський футболіст, що грав на позиції захисника.
Виступав, зокрема, за «Вайле», «Манчестер Юнайтед» та «Сент-Етьєн». Провів 87 матчів за національну збірну Данії, з якою виграв чемпіонат Європи 1992 року.

## Клубна кар'єра
Вихованець футбольної школи клубу «Вайле», клубі свого рідного міста. Дорослу футбольну кар'єру розпочав 1980 року в основній команді того ж клубу. В 1981 році він допоміг «Вайле» виграти Кубок Данії, а через три роки — стати чемпіоном країни. Всього провів за рідний клуб шість сезонів, взявши участь у 174 матчах чемпіонату.
В кінці 1985 року Сівебек перейшов у англійський «Манчестер Юнайтед», в якому вже виступав інший данець, Єспер Ольсен. У листопаді 1986 року Сівебек забив свій перший і єдиний гол за «Юнайтед», який також став першим голом, забитим під керівництвом нового тренера клубу Алекса Фергюсона.
У 1987 році Сівебек втратив місце в основному складі «червоних дияволів» і перейшов у французький «Сент-Етьєн». У 1991 році Йон перейшов в інший французький клуб, «Монако». 
Відігравши лише один сезон в «Монако», Сівебек перейшов у італійський клуб «Пескара» в 1992 році. У 1994 році він повернувся на батьківщину, де спочатку виступав за свій колишній клуб «Вайле», а потім за «Орхус». У 1997 році Йон завершив кар'єру гравця, ставши футбольним агентом. Одним із талантів, виявлених ним, став Томас Гравесен.

## Виступи за збірні
Протягом 1980—1982 років залучався до складу молодіжної збірної Данії. На молодіжному рівні зіграв у 13 офіційних матчах.
5 травня 1982 року Йон дебютував за національну збірну Данії у товариському матчі проти збірної Швеції (1:1). 
Через два роки взяв участь у чемпіонаті Європи 1984 року у Франції, зігравши в трьох із чотирьох матчів збірної Данії на цьому турнірі і дійшовши з командою до півфіналу. У листопаді 1985 року він забив свій єдиний гол за національну збірну в матчі відбіркового турніру до чемпіонату світу 1986 року проти збірної Ірландії. 
Влітку 1986 року данець взяв участь у чемпіонаті світу у Мексиці, зігравши в двох з чотирьох матчів своєї збірної, а через два роки взяв участь у чемпіонаті Європи 1988 року у ФРН, на якому він також зіграв у двох матчах.  
Останнім великим турніром для Сівебека став чемпіонат Європи 1992 року у Швеції, на якому Данія стала чемпіоном, а Йон був основним гравцем, відігравши усі п'ять матчів. 
У листопаді 1992 року вирішив завершити кар'єру в збірній. Протягом кар'єри у національній команді, яка тривала 11 років, провів у формі головної команди країни 87 матчів, забивши 1 гол.

## Досягнення
- Чемпіон Данії:

«Вайле»: 1984
- Володар Кубка Данії:

«Вайле»: 1980-81
- Чемпіон Європи:

Данія: 1992

## Особисте життя
Його син Крістіан Сівебек також футболіст.